# Cantón de Saint-Amarin
El cantón de Saint-Amarin era una división administrativa francesa, que estaba situada en el departamento de Alto Rin y la región de Alsacia.

## Composición
El cantón estaba formado por quince comunas:
- Fellering
- Geishouse
- Goldbach-Altenbach
- Husseren-Wesserling
- Kruth
- Malmerspach
- Mitzach
- Mollau
- Moosch
- Oderen
- Ranspach
- Saint-Amarin
- Storckensohn
- Urbès
- Wildenstein

## Supresión del cantón de Saint-Amarin
En aplicación del Decreto n.º 2014-207 de 21 de febrero de 2014, el cantón de Saint-Amarin fue suprimido el 22 de marzo de 2015 y sus 15 comunas pasaron a formar parte del nuevo cantón de Cernay.